# ساکای-کو، ساکای

بخش ساکای (انگلیسی: Sakai-ku, Sakai) (به ژاپنی: 堺区 Sakai-ku) یکی از مناطق شهر ساکای در استان اوساکا در ژاپن است.